# Zmiany granic miast w Polsce w 2017
Zmiany granic miast w 2017 roku – zmiany granic administracyjnych miast w Polsce, które nastąpiły 1 stycznia 2017 r. na podstawie rozporządzenia Rady Ministrów z 19 lipca 2016 r.
| Miasto (województwo)                               | Powierzchnia przed zmianą | Powierzchnia po zmianie | Włączany/wyłączany obszar | Włączona/wyłączona powierzchnia |
| -------------------------------------------------- | ------------------------- | ----------------------- | --- | ------------------------------- |
| Czarnków (województwo wielkopolskie)               | 10,04 km²                 | 10,17 km²               | część Góry nad Notecią | 0,13 km²                        |
| Dziwnów (województwo zachodniopomorskie)           | 4,97 km²                  | 6,14 km²                | część Międzywodzia | 1,17 km²                        |
| Jastarnia (województwo pomorskie)                  | 7,80 km²                  | 4,31 km²                | Jurata i Kuźnica | 3,49 km²                        |
| Mirosławiec (województwo zachodniopomorskie)       | 2,17 km²                  | 2,32 km²                | część Mirosławca Górnego | 0,15 km²                        |
| Nakło nad Notecią (województwo kujawsko-pomorskie) | 10,62 km²                 | 10,82 km²               | część Chrząstowa | 0,20 km²                        |
| Opole (województwo opolskie)                       | 96,55 km²                 | 148,99 km²              | Borki, Czarnowąsy, Chmielowice, Krzanowice, Sławice, Świerkle, Winów, Wrzoski i Żerkowice oraz część Brzezia, Dobrzenia Małego i Karczowa | 52,44 km²                       |
| Rzeszów (województwo podkarpackie)                 | 116,36 km²                | 120,40 km²              | Bzianka | 4,05 km²                        |
| Szczecin (województwo zachodniopomorskie)          | 300,56 km²                | 300,60 km²              | części: Rzęśnicy i Załomia | 0,04 km²                        |
| Środa Wielkopolska (województwo wielkopolskie)     | 17,98 km²                 | 19,90 km²               | część Kijewa | 1,92 km²                        |
| Trzebnica (województwo dolnośląskie)               | 8,36 km²                  | 10,61 km²               | części: Nowego Dworu i Marcinowa | 2,25 km²                        |
| Wieleń (województwo wielkopolskie)                 | 4,33 km²                  | 4,46 km²                | część Wrzeszczyny | 0,13 km²                        |